# Либерально-демократическая партия (Исландия)
Либерально-демократическая партия (исл. Frjálslyndi lýðræðisflokkurinn; XO) — политическая партия в Исландии, основанная экономистом Гудмундуром Франклином Йонссоном в 2020 году. Их лозунг — «Инвесторы, проекты и производители». Партия имеет в списке букву O.
14 октября 2020 года Гудмундур Франклин Йонссон объявил о намерении создать новую политическую партию, которая будет участвовать в парламентских выборах 2021 года. 10 февраля 2021 года кандидатура была утверждена и официально утверждена. Партия участвовала в парламентских выборах 25 сентября 2021 года и не получила ни одного места.

## Результаты выборов
| Выборы | Голоса | %   | Места   | +/- | Позиция | Правительство    |
| ------ | ------ | --- | ------- | --- | ------- | ---------------- |
| 2021   | 844    | 0,4 | 0 из 63 | ▬ 0 | ▬ 10-я  | Внепарламентская |